# Zlaté Hory - Černé jezero
Zlaté Hory - Černé jezero este o arie protejată (arie specială de conservare — SAC, sit de importanță comunitară — SCI) din Republica Cehă întinsă pe o suprafață de 211,64 ha, integral pe uscat.

## Localizare
Centrul sitului Zlaté Hory - Černé jezero este situat la coordonatele 50°14′38″N 17°22′36″E / 50.243889°N 17.376667°E.

## Înființare
Situl Zlaté Hory - Černé jezero a fost declarat sit de importanță comunitară în aprilie 2005 pentru a proteja 1 specie de animale. Situl a fost protejat și ca arie specială de conservare în iulie 2012.

## Biodiversitate
Situată în ecoregiunea continentală, aria protejată nu include niciun habitat protejat.
La baza desemnării sitului se află o specie protejată de  amfibieni: Triturus montandoni.